# Али Паша (Грчка)
Али Паша (грч. Σιμώνας, Симонас) је насељено место у општини Доња Џумаја у периферији Средишња Македонија, Грчка. Према попису из 2021. године било је 40 становника.
Према бугарском географу и историчару, Василу Канчову, у Али Паши је 1900. године живело 384 Словена хришћана. Током Другог балканског и Првог светског рата село је настрадало и већи део мештана је избегао, тако је после рата остало 84 житеља. Село је 1928. године имало 64 житеља, од чега је само четири грчких избеглица. Након регулације Бутковског језера и тока реке Струме, досељене су грчке избеглице из потопљеног села Бурсук, тако је 1940. године Али Паша имао 320 становника, од чега су Грци били већина.